# Championnat des Antilles néerlandaises de football 1994
Navigation
Saison précédente Saison 1997
La saison 1994 du Championnat des Antilles néerlandaises de football est la trente-deuxième édition de la Kopa Antiano, le championnat des Antilles néerlandaises. Les deux meilleures équipes de Curaçao et de Bonaire se rencontrent lors d'un tournoi inter-îles. 
Les quatre clubs qualifiés sont regroupés au sein d'une poule unique où chaque équipe rencontre deux fois les formations de l'autre île. Les deux équipes en tête de la poule s'affrontent en finale, jouée sous forme de rencontres aller et retour. 
C'est le CRKSV Jong Colombia, champion de Curaçao, qui est sacré cette saison après avoir battu en finale l'autre représentant curacien, le RKVFC Sithoc. Il s’agit du neuvième titre de champion des Antilles néerlandaises de l'histoire du club.

## Clubs engagés
- RKVFC Sithoc - Champion de Curaçao 1994
- CRKSV Jong Colombia - Vice-champion de Curaçao 1994
- SV Juventus - Champion de Bonaire 1994
- SV Vitesse - Vice-champion de Bonaire 1994

## Compétition
Le barème utilisé pour établir le classement est le suivant :
- Victoire : 2 points
- Match nul : 1 point
- Défaite : 0 point

### Phase de poule
| Rang | Équipe              | Pts | J | G | N | P | Bp | Bc | Diff |  | Résultats (▼ dom., ► ext.) | Sit | JCo | Juv | Vit |
| ---- | ------------------- | --- | - | - | - | - | -- | -- | ---- |  | -------------------------- | --- | --- | --- | --- |
| 1    | RKVFC SithocT       | 8   | 4 | 4 | 0 | 0 | 14 | 3  | +11  |  | RKVFC SithocT              |     |     | 3-0 | 3-1 |
| 2    | CRKSV Jong Colombia | 4   | 4 | 2 | 0 | 2 | 12 | 6  | +6   |  | CRKSV Jong Colombia        |     |     | 6-1 | 1-3 |
| 3    | SV Juventus         | 4   | 4 | 2 | 0 | 2 | 6  | 7  | -1   |  | SV Juventus                | 1-2 | 2-1 |     |     |
| 4    | SV Vitesse          | 0   | 4 | 0 | 0 | 4 | 3  | 19 | -16  |  | SV Vitesse                 | 1-6 | 0-4 |     |     |

|  | Qualification pour la finale pour le titre |
|  | T : Tenant du titre                        |

### Finale
| Équipe 1     | Résultat | Équipe 2            |
| ------------ | -------- | ------------------- |
| RKVFC Sithoc | 1 - 2    | CRKSV Jong Colombia |

## Bilan de la saison
| Championnat des Antilles néerlandaises de football 1994 |                                |
| Champion                                                | CRKSV Jong Colombia (9e titre) |
| Qualifications continentales                            |                                |
| Coupe des champions de la CONCACAF 1995                 | Aucun                          |
| Promotions et relégations                               |                                |
| Promus en Kopa Antiano                                  | Aucun                          |
| Relégués                                                | Aucun                          |